# Prozessionsstraße

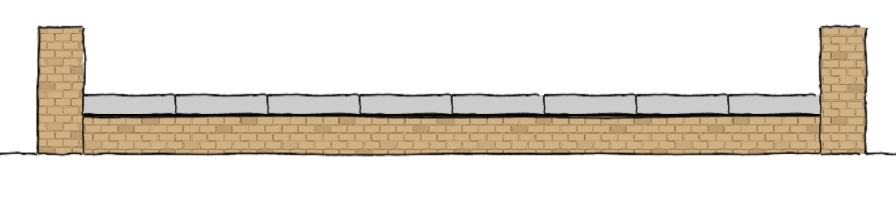
Babylonische Prozessionsstraße im Querschnitt

Als Prozessionsstraße werden seit der Antike Prachtstraßen bezeichnet, deren besondere Nutzung für religiöse und kultische Zeremonien erfolgte. Nachgewiesen sind Prozessionsstrassen in den antiken Hochkulturen der Babylonier, der Griechen, der Römer, der Ägypter und der Kelten.
Zu den bekanntesten ihrer Art zählt die Prozessionsstraße vor dem Ischtar-Tor in Babylon, sowie die Prozessionsstraße vom Tempel des Amun-Re in Karnak. Die Prachtstraße in Babylon wurde für Feste, wie etwa die Götterprozession genutzt. Hinsichtlich ihrer Konstruktion unterscheidet sie sich wesentlich gegenüber der damals üblichen Straßenbauweise. Ihr Belag bestand aus prachtvoll verzierten Pflastersteinen, die auf einem Asphaltmörtelbett verlegt worden sind.

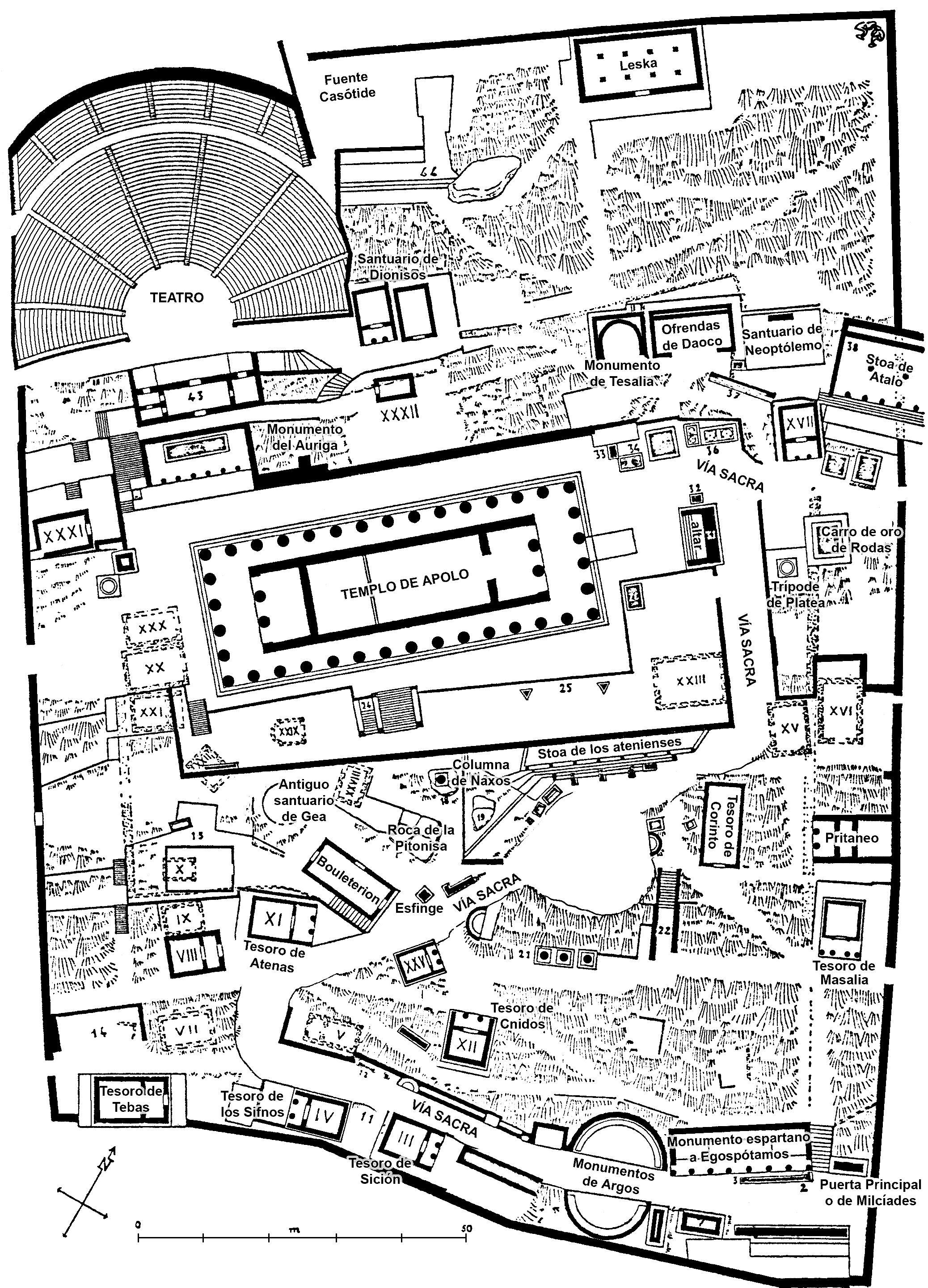
Die Via sacra (Heilige Straße) in Delphi
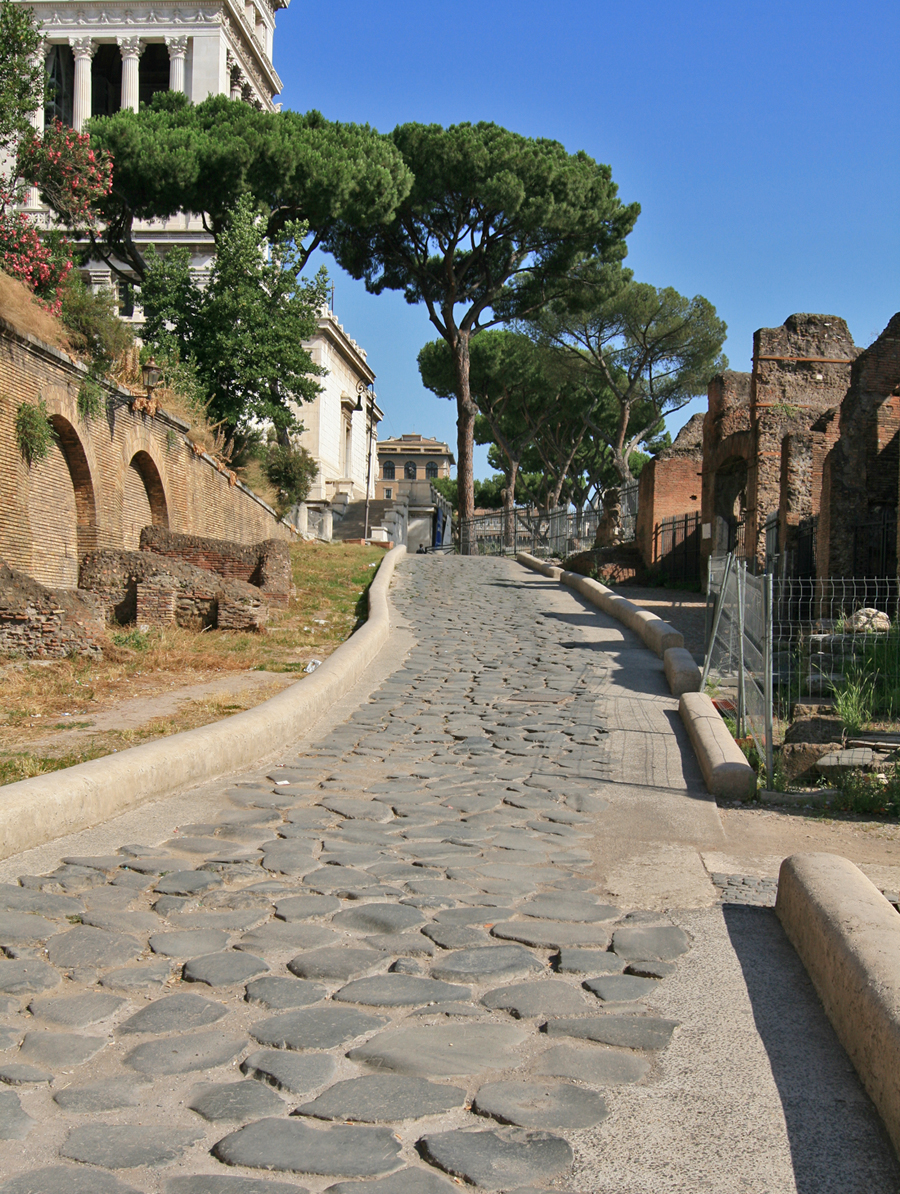
Die Via sacra auf dem Forum Romanum